# Jens Salvesen
Jens Johan Salvesen (* 8. September 1883 in Dybvåg; † 21. September 1976 in Oslo) war ein norwegischer Segler.

## Erfolge
Jens Salvesen, Mitglied des Kongelig Norsk Seilforening, nahm zweimal an Olympischen Spielen teil. Er gewann 1920 in Antwerpen gleich bei seinem Olympiadebüt in der 8-Meter-Klasse nach der International Rule von 1919 die Silbermedaille. Als Skipper der Lyn kam er in drei Wettfahrten stets hinter dem zweiten norwegischen Boot Sildra und vor dem belgischen Boot Antwerpia V als Zweiter ins Ziel, weshalb die Lyn die Regatta auf dem zweiten Platz beendete. Zur Crew gehörten dabei Lauritz Schmidt, Nils Thomas, Ralph Tschudi und Finn Schiander. Bei den Olympischen Spielen 1928 in Amsterdam war er in der 8-Meter-Klasse diesmal Crewmitglied und verpasste mit der Noreg als Viertplatzierter knapp einen weiteren Medaillengewinn.
Vor seiner Segelkarriere war Salvesen im Wintersport aktiv, sowie im Fußball und im Tennis. 1905 gründete er eine Reederei und verbrachte elf Jahre in Deutschland, England und Russland. Ab 1916 war er alleiniger Geschäftsführer der Salvesens Rederi.